# Hiroshima Mathematical Journal
Hiroshima Mathematical Journal ist eine seit 1971 in englischer Sprache erscheinende mathematische Fachzeitschrift, die vom Institut für Mathematik der Universität Hiroshima herausgegeben wird.
Sie ist eine Fortsetzung des von 1930 bis 1960 erschienenen Journal of Science of the Hiroshima University, Series A und des von 1961 bis 1970 erschienenen Journal of Science of the Hiroshima University, Series A - I.